# Route 148 (Québec)
Pour les articles homonymes, voir route 148.
La route 148 (R-148) est une route nationale québécoise d'orientation est / ouest située sur la rive nord du fleuve Saint-Laurent. Elle dessert les régions administratives de l'Outaouais, des Laurentides et de Laval.

## Tracé

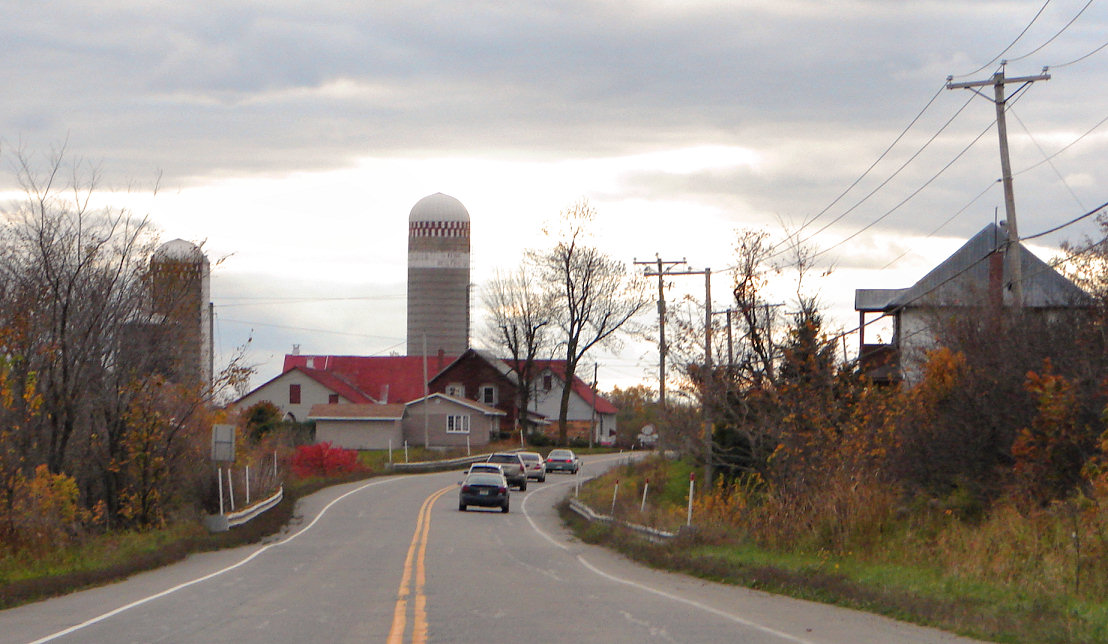
Route 148 à Lochaber.

La route 148 débute à la frontière ontarienne à L'Isle-aux-Allumettes. Elle se dirige vers l'est en longeant la rivière des Outaouais en passant par Gatineau, Lachute, Mirabel et Saint-Eustache. Elle traverse la rivière des Mille-Îles par le pont Arthur-Sauvé et entre à Laval. Elle atteint l'Avenue des Bois et se rend jusqu'à la jonction avec l'A-13, où elle prend fin. Sa route se poursuit comme A-440 est.
L'avenue des Bois est le corridor prévu pour un éventuel prolongement de l'A-440 vers l'ouest. Jadis, la route 148 se rendait plus à l'est de ce point, soit dans le quartier Saint-Vincent-de-Paul, situé à l'est de Laval, et la majorité du boulevard Saint-Martin était numéroté « route 148 ». Le ministère des Transports du Québec déclasse toutefois en 2012 ce tronçon de la route, léguant cette artère importante sous la responsabilité de la municipalité. Depuis, le ministère a modifié toute sa signalisation aux sorties des autoroutes traversant Laval du nord au sud en éliminant toute référence à la route 148 ; la Ville de Laval a elle aussi fait retirer tous les panneaux « route 148 » sur le boulevard Saint-Martin, la montée Champagne et la rue Principale (dans le quartier Sainte-Dorothée). La route 148 est majoritairement parallèle à l'A-50 entre Gatineau et Mirabel.
Une section de la route 148 à Gatineau, connue sous le nom de « boulevard des Allumetières », emprunte le corridor originellement prévu de l'A-50. Ce boulevard à quatre voies est une voie rapide et a été prolongé vers l'est sous forme de boulevard urbain il y a quelques années, et ce, jusqu'au pont Alexandra. Dans le futur, cette section de la route 148 pourra toujours être transformée en autoroute pour prolonger l'A-50 vers l'ouest. Environ 43 000 véhicules circulent quotidiennement sur le boulevard des Allumetières à la hauteur de la promenade du Lac-des-Fées.

## Parachèvement de l'autoroute 50
Avant le parachèvement de l'A-50, elle était le principal lien routier entre Montréal et l'Outaouais du côté québécois de la rivière des Outaouais. Elle est une route considérée comme dangereuse en raison des nombreuses courbes, des villages traversés et du volume important du trafic. C'est pour cette raison que l'A-50 était grandement attendue entre ces deux régions, parallèlement à la route 148. L'ouverture complète de l'A-50 s'est réalisée le 26 novembre 2012.

## Frontière interprovinciale
À son extrémité ouest, dans la municipalité de L'Isle-aux-Allumettes, la route 148 permet de relier le Québec à l'Ontario. À l'ouest de la frontière, la route se poursuit sous le nom de Route 148, laquelle permet de relier le centre-ville de Pembroke, situé à 6 km de la frontière québécoise.

## Localités traversées (de l'ouest vers l'est)
Liste des municipalités dont le territoire est traversé par la route 148, regroupées par municipalité régionale de comté.

### Outaouais

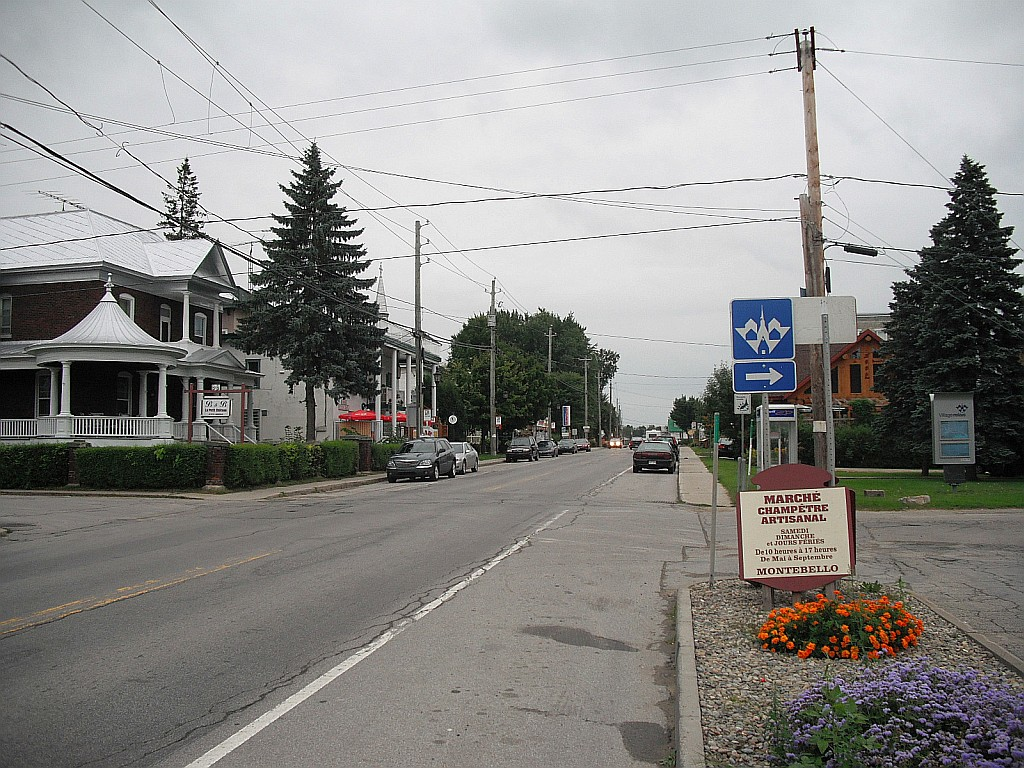
La route 148 à Montebello.

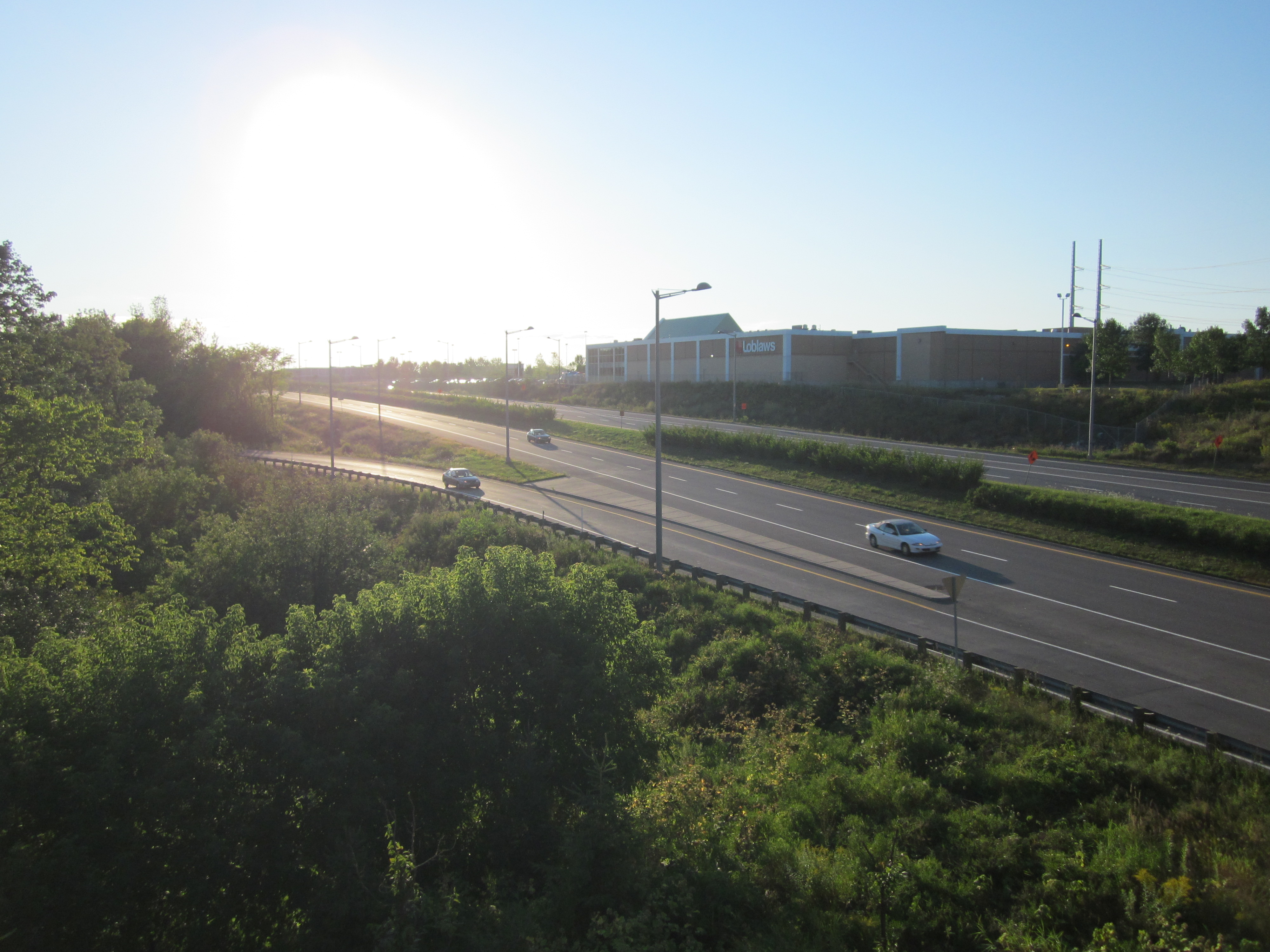
La route 148 à Gatineau.

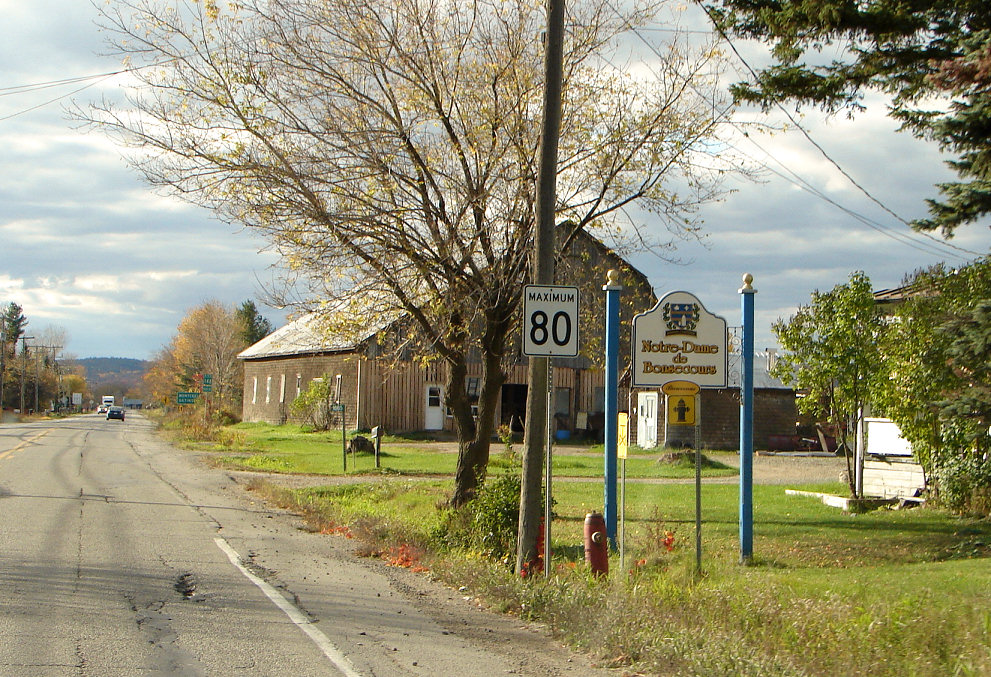
La route 148 à Notre-Dame-de-Bonsecours.

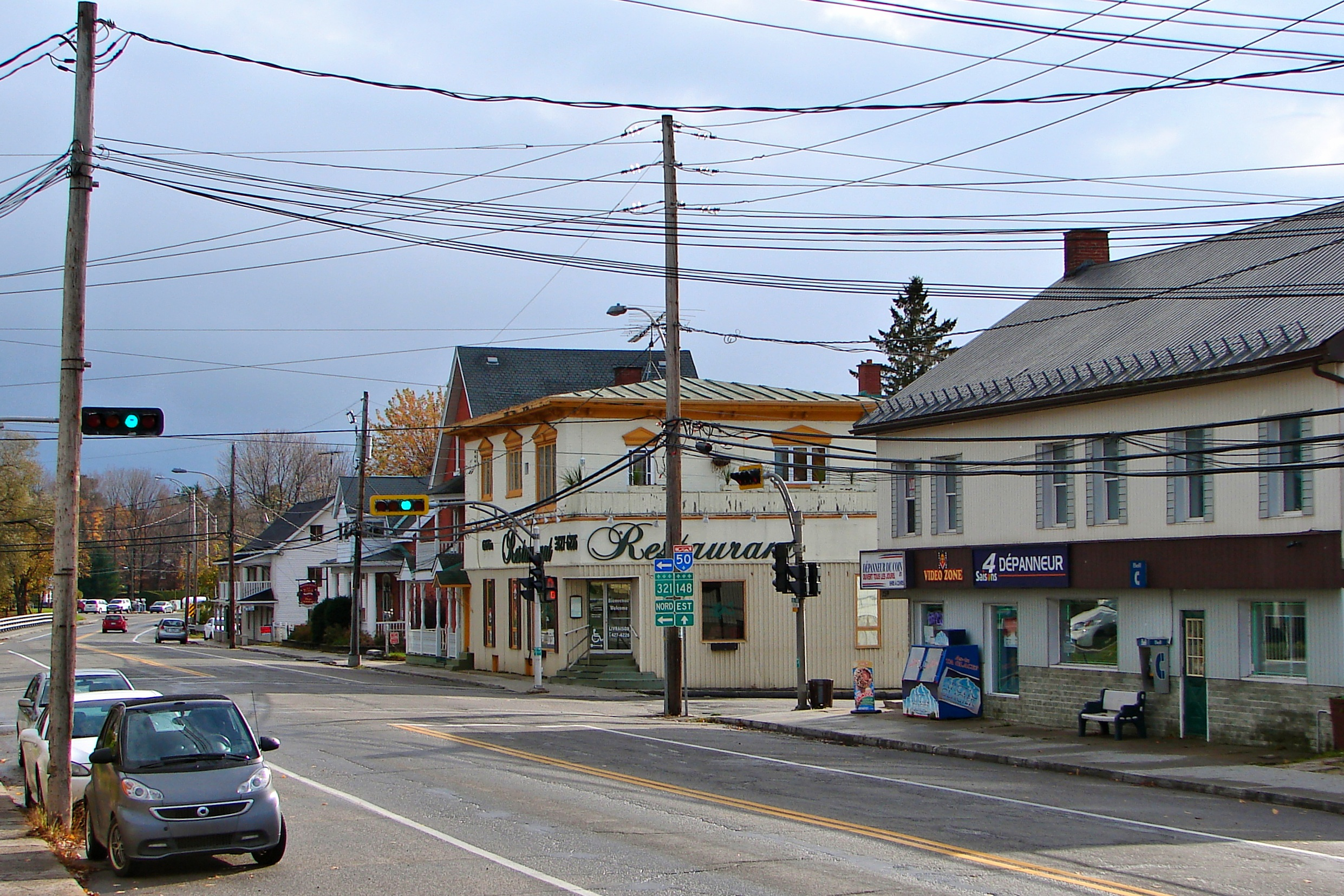
La route 148 à Papineauville.

Pontiac
- L'Isle-aux-Allumettes
- Waltham
- Mansfield-et-Pontefract
- Litchfield
- Campbell's Bay
- Bryson
- Clarendon
- Shawville
- Bristol

Les Collines-de-l'Outaouais
- Pontiac

Hors MRC
- Gatineau

Papineau
- Lochaber-Partie-Ouest
- Thurso
- Lochaber
- Plaisance
- Papineauville
- Montebello
- Notre-Dame-de-Bonsecours
- Fassett

### Laurentides

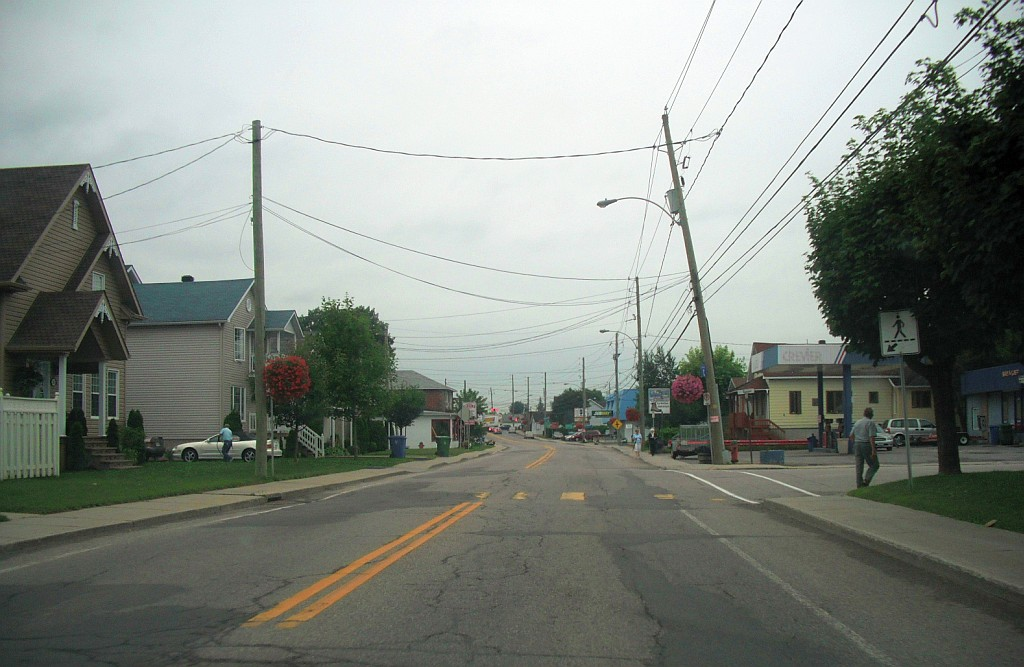
La route 148 à Thurso.

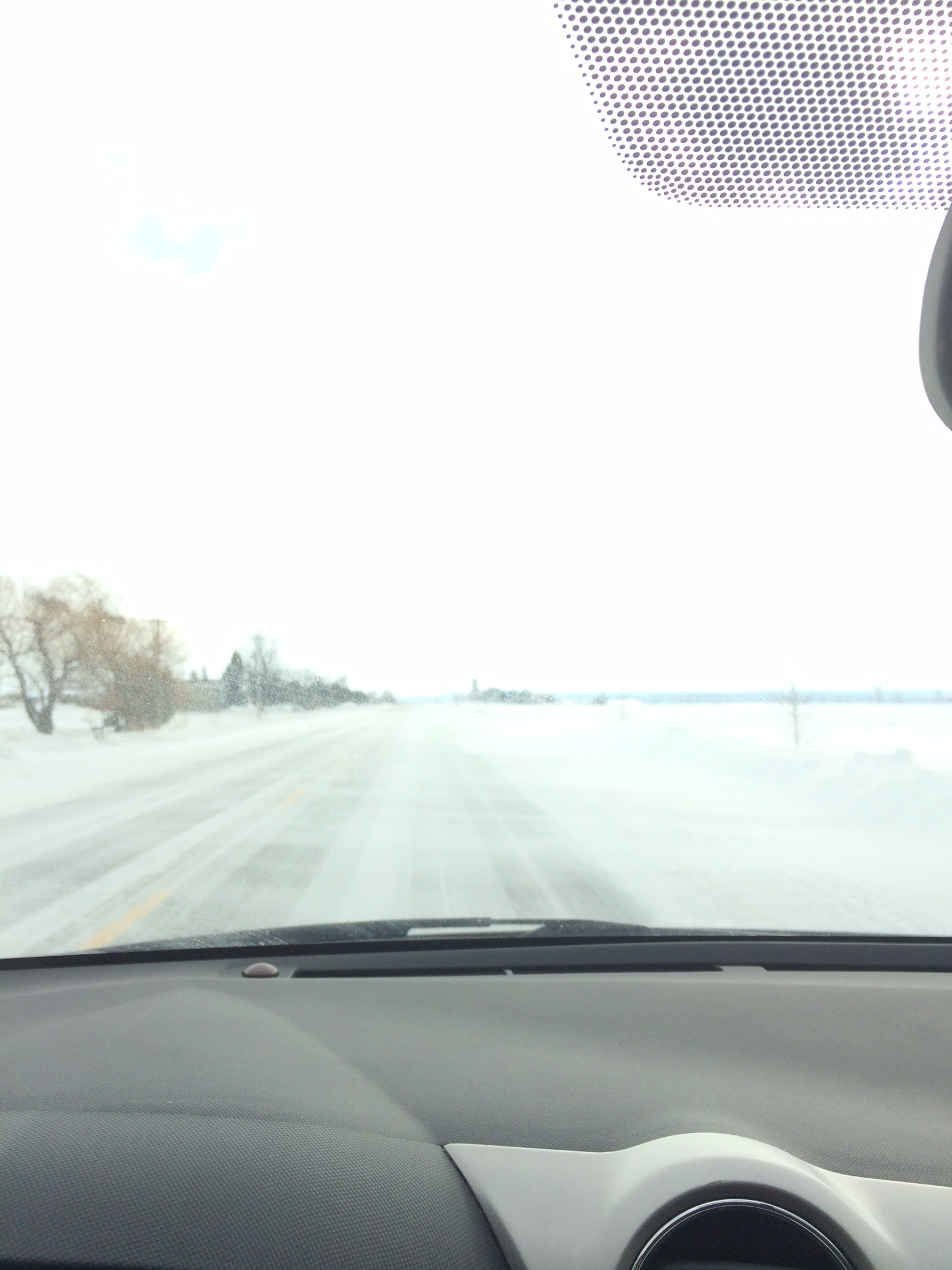
Vue en direction est de la route 148 à Mirabel.

Argenteuil
- Grenville-sur-la-Rouge
- Grenville
- Brownsburg-Chatham
- Lachute

Mirabel
- Mirabel

Deux-Montagnes
- Saint-Eustache

### Laval
Laval
- Laval

## Intersections majeures
| MRC                                                             | Municipalité                         | km            | Sortie                                             | Destinations                                           | Notes                                                                                      |
| --------------------------------------------------------------- | ------------------------------------ | ------------- | -------------------------------------------------- | ------------------------------------------------------ | ------------------------------------------------------------------------------------------ |
| Rivière des Outaouais                                           | Rivière des Outaouais                | 0,00          |                                                    | Route 148 ouest – Pembroke                             | Continue en Ontario                                                                        |
| Rivière des Outaouais                                           | Rivière des Outaouais                | 1,60          | Pont des Allumettes                                | Pont des Allumettes                                    | Pont des Allumettes                                                                        |
| Pontiac                                                         | Limite L'Isle-aux-Allumettes–Waltham | 16,90         |                                                    | Traverse le Canal de la Culbute                        | Traverse le Canal de la Culbute                                                            |
| Pontiac                                                         | Campbell's Bay                       | 54,30         |                                                    | R-301 nord – Otter Lake, Kazabazua                     | Terminus ouest du multiplex avec la R-301                                                  |
| Pontiac                                                         | Litchfield                           | 64,40         |                                                    | R-301 sud – Portage-du-Fort                            | Terminus est du multiplex avec la R-301                                                    |
| Pontiac                                                         | Shawville                            | 74,40         |                                                    | R-303 sud – Portage-du-Fort                            | Terminus ouest du multiplex avec la R-303                                                  |
| Pontiac                                                         | Shawville                            | 75,80         |                                                    | R-303 nord – Ladysmith, Otter Lake                     | Terminus est du multiplex avec la R-303                                                    |
| Pontiac                                                         | Quyon                                | 98,70         |                                                    | Chemin du Lac-des-Loups – Lac-des-Loups, Quyon         | Traversier vers Ottawa                                                                     |
| Gatineau                                                        | Gatineau                             | 137,30        |                                                    | Chemin Eardley / Boulevard des Allumettières           | La R-148 suit le Boulevard des Allumettières                                               |
| Gatineau                                                        | Gatineau                             | 146,60        | —                                                  | Boulevard Saint-Raymond                                | Échangeur                                                                                  |
| Gatineau                                                        | Gatineau                             | 147,70        | —                                                  | Promenade de la Gatineau                               | Échangeur                                                                                  |
| Gatineau                                                        | Gatineau                             | 148,10        | —                                                  | Promenade du Lac-des-Fées                              | Échangeur; sortie direction ouest, entrée direction est                                    |
| Gatineau                                                        | Gatineau                             | 148,40        |                                                    | Rue Labelle                                            | Carrefour giratoire                                                                        |
| Gatineau                                                        | Gatineau                             | 148,80        |                                                    | Rue Demontigny                                         | Carrefour giratoire                                                                        |
| Gatineau                                                        | Gatineau                             | 149,00        |                                                    | R-105 nord (Boulevard Saint-Joseph)                    | Carrefour giratoire                                                                        |
| Gatineau                                                        | Gatineau                             | 149,40        | 134                                                | A-50 ouest                                             | Terminus ouest du multiplex avec l'A-50; pas d'accès vers l'A-50 ouest depuis la R-148 est |
| Gatineau                                                        | Gatineau                             | 149,40        | 134                                                | Boulevard des Allumettières – Pont Alexandra, Ottawa   | Terminus ouest du multiplex avec l'A-50; pas d'accès vers l'A-50 ouest depuis la R-148 est |
| Gatineau                                                        | Gatineau                             | 150,40–151,40 | 135                                                | A-5 – Ottawa, Maniwaki                                 | Sortie 2 de l'A-5; pas d'entrée en direction ouest                                         |
| Gatineau                                                        | Gatineau                             | 152,40        | Pont des Draveurs au-dessus de la rivière Gatineau | Pont des Draveurs au-dessus de la rivière Gatineau     | Pont des Draveurs au-dessus de la rivière Gatineau                                         |
| Gatineau                                                        | Gatineau                             | 152,60        | 138                                                | R-307 nord (Rue Saint-Louis)                           |                                                                                            |
| Gatineau                                                        | Gatineau                             | 153,50        | 139                                                | A-50 est – Montréal                                    | Sortie direction est, entrée direction ouest; terminus est du multiplex avec l'A-50        |
| Gatineau                                                        | Gatineau                             | 163,10        |                                                    | R-366 ouest (Boulevard Lorrain)                        | Terminus est de la R-366                                                                   |
| Gatineau                                                        | Gatineau                             | 179,00        |                                                    | R-315 nord vers A-50 – Montréal                        | Terminus sud de la R-315                                                                   |
| Gatineau                                                        | Gatineau                             | 179,20        |                                                    | Chemin du Quai                                         | Traversier vers Cumberland                                                                 |
| Papineau                                                        | Thurso                               | 194,40        |                                                    | Rue Galipeau                                           | Traversier vers Rockland                                                                   |
| Papineau                                                        | Thurso                               | 195,30        |                                                    | R-317 nord vers A-50 – Ripon, Montpellier              | A-50 indiqué en direction est seulement; terminus sud de la R-317                          |
| Papineau                                                        | Papineauville                        | 212,60        |                                                    | R-321 nord vers A-50 – Saint-André-Avellin, Chénéville | Chénéville indiqué en direction ouest seulement; terminus sud de la R-321                  |
| Papineau                                                        | Montebello                           | 219,60        |                                                    | R-323 nord vers A-50 – Lac-des-Plages, Mont-Tremblant  | Terminus sud de la R-323                                                                   |
| Argenteuil                                                      | Grenville-sur-la-Rouge               | 249,30        |                                                    | R-344 vers A-50 – Grenville, Hawkesbury                |                                                                                            |
| Argenteuil                                                      | Brownsburg-Chatham                   | 265,00        |                                                    | A-50 – Gatineau, Montréal                              | Sortie 254 de l'A-50                                                                       |
| Argenteuil                                                      | Lachute                              | 270,40        |                                                    | R-327 nord – Brownsburg-Chatham, Mont-Tremblant        | Terminus ouest du multiplex avec la R-327                                                  |
| Argenteuil                                                      | Lachute                              | 270,60        |                                                    | R-327 sud – Saint-André-d'Argenteuil                   | Terminus est du multiplex avec la R-327                                                    |
| Argenteuil                                                      | Lachute                              | 271,20        |                                                    | R-158 débute                                           | Terminus ouest de la R-158; terminus ouest du multiplex avec la R-158                      |
| Argenteuil                                                      | Lachute                              | 273,30        |                                                    | R-329 sud – Saint-Hermas                               | Terminus ouest du multiplex avec la R-329                                                  |
| Argenteuil                                                      | Lachute                              | 274,20        |                                                    | R-329 nord – Gore, Morin-Heights                       | Terminus est du multiplex avec la R-329                                                    |
| Mirabel                                                         | Mirabel                              | 283,10        |                                                    | R-158 est – Saint-Jérôme                               | Terminus est du multiplex avec la R-158                                                    |
| Mirabel                                                         | Mirabel                              | 283,90        |                                                    | A-50 – Gatineau, Montréal                              | Sortie 272 de l'A-50                                                                       |
| Deux-Montagnes                                                  | Saint-Eustache                       | 310,20        |                                                    | A-640 – Oka, Repentigny                                | Sortie 11 de l'A-640                                                                       |
| Deux-Montagnes                                                  | Saint-Eustache                       | 312,40        |                                                    | R-344 (Chemin de la Grande-Côte)                       |                                                                                            |
| Rivière des Mille Îles                                          | Rivière des Mille Îles               | 312,50–312,90 | Pont Arthur-Sauvé                                  | Pont Arthur-Sauvé                                      | Pont Arthur-Sauvé                                                                          |
| Laval                                                           | Laval                                | 315,80        |                                                    | Boulevard Arthur-Sauvé / Avenue des Bois               | La R-148 suit l'Avenue des Bois                                                            |
| Laval                                                           | Laval                                | 316,50        |                                                    | Rue Principale                                         | Ancien tracé de la R-148                                                                   |
| Laval                                                           | Laval                                | 318,90        |                                                    | A-440 est / Montée Champagne                           | Terminus ouest de l'A-440; la route continue vers l'est comme A-440                        |
| - Terminus de multiplex - Accès incomplet - Transition de route |                                      |               |                                                    |                                                        |                                                                                            |